# Wai Bing
Wai Bing (cinese :外丙; pinyin: Wài Bǐng -- nome alla nascita: Zǐ Shèng (cinese tradizionale: 子勝; cinese semplificato: 子胜); fl. XVII secolo a.C.) è stato un re della dinastia Shang che regnò sull'antica Cina.
Nelle Memorie di uno storico Sima Qian lo elencava come secondo re Shang, succeduto a suo padre il re Tang (汤) dopo la morte precoce del fratello maggiore Tai Ding (太丁). Salì al trono nell'anno di Yihai (乙亥: dodicesimo anno del ciclo di sessant'anni); la sua capitale fu Bo (亳). Ebbe Yi Yin (伊尹) come primo ministro. Alla sua morte, gli succedette il fratello minore Zhong Ren (仲壬).
Nelle iscrizioni sugli ossi oracolari rinvenute a Yinxu, si riporta invece che Wai Bing fu il quarto re Shang, secondo figlio di Tai Ding. Il suo nome postumo sarebbe stato Bu Bing (卜丙). Alla morte, gli sarebbe succeduto Tai Geng.